# Jüdischer Friedhof (Gronau)

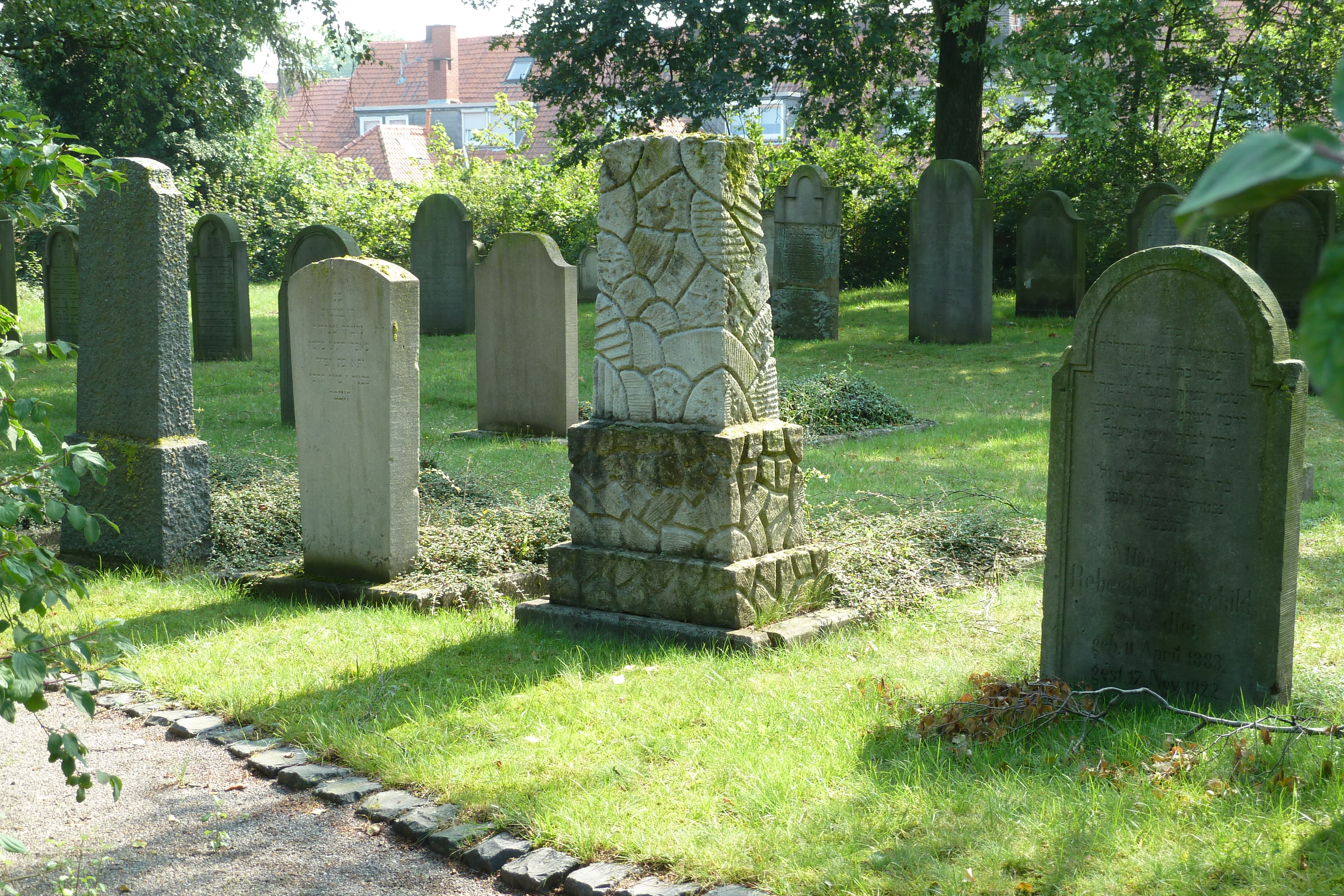
Jüdischer Friedhof in Gronau

Der Jüdische Friedhof Gronau in Gronau im Kreis Borken (Nordrhein-Westfalen) liegt in der Vereinsstraße 72a. Auf ihm befinden sich 54 Grabsteine, der älteste ist von 1849. Der Friedhof ist 788 m² groß. Er wurde in der Zeit um 1828 bis 1936 belegt. Mitglieder der jüdischen Gemeinde Epe und Nienborg nutzten ihn als Begräbnisstätte für ihre Verstorbenen.